# Sandbox-Spiel
Sandbox-Spiele (deutsch: „Sandkastenspiele“) stellen ein Genre innerhalb der Computerspiele dar. Sie zeichnen sich durch hohe spielerische Freiheit aus. Oftmals werden die Spielziele vom Spieler selbst definiert. Charakteristisch ist auch, dass Spiele dieses Genres aufgrund abwechslungsreicher Spielmechaniken sehr lange gespielt werden können und großen kreativen Freiraum bieten. Dieser kann sich etwa beim Bau eines Stützpunkts oder in der Modellierung der Spielwelt ausdrücken. Durch Jagen, Sammeln und Bauen wird offenbar das menschliche Bedürfnis angesprochen, etwas Eigenes zu erschaffen oder gestalten.
Auch Spiele anderer Genres können Eigenschaften eines Sandbox-Spiels beinhalten. Grundlage dafür ist oft die offene Spielwelt eines Open-World-Spiels. Mods können Spiele zudem nachträglich zu Sandbox-Titeln werden lassen. Insbesondere Survival-Spiele übernehmen häufig Elemente des Sandbox-Genres.
Das Genre ist beliebt und zeichnet sich durch hohe Verkaufszahlen ab. Historisch wird das Genre erstmals an Akalabeth festgemacht, welches dem Spieler die Freiheit bot, die Reihenfolge der zu absolvierenden Aufgaben zu wählen. In der Weltraumsimulation Elite konnten Spieler die Haupthandlung ganz außen vor lassen und nur mit Handel erfolgreich werden. Als erste Sandbox nach moderner Definition gilt Hunter, in welchem der Spieler Zielpersonen ausschalten muss und dabei freie Hand bezüglich der Herangehensweise hat. Populär wurde das Genre durch die Grand-Theft-Auto-Spieleserie. Mit dem Crafting kam eine neue wesentliche Komponente hinzu, die integraler Bestandteil im erfolgreichen Spiel Minecraft ist.